# Tomás Bellas
Tomás Bellas García, né le 24 juin 1987 à Madrid, est un joueur espagnol de basket-ball.